# جورج لي (كرة سلة)
جورج لي (بالإنجليزية: George Lee)‏ مواليد 23 نوفمبر 1936، هو لاعب كرة سلة أمريكي سابق أصبح مدربًا. بدأ مسيرته الاحترافية في سنة 1960. تم اختياره من قبل فريق ديترويت بيستونز خلال الدرافت. لعب مع فريق غولدن ستايت ووريورز. يبلغ طوله 6 قدم 4 بوصة (1.9 م). اعتزل اللعب في عام 1968.

## روابط خارجية
- جورج لي على موقع إن بي أي (الإنجليزية)
- جورج لي على موقع سبورتس رفرنس (الإنجليزية)
- جورج لي على موقع كلية كرة السلة في سبورتس رفرنس.كوم (الإنجليزية)
- جورج لي على موقع ريلجم (الإنجليزية)
- جورج لي على موقع سبورتس رفرنس (الإنجليزية)